# راني غصن
راني علّان (30 يونيو 1995) ممثل أمريكي من أصول لبنانية وفلسطينية.

## عن حياته
ممثل أمريكي-لبناني وفلسطيني من مواليد 30 يونيو 1995. شارك في أفلام (ويجا) 2005، و(سندريلا) 2006. كما شارك في مسلسل (نور الصباح) 2006.

## أعماله

### مسلسلات
- مسلسل نور الصباح

### أفلام
- فيلم ويجا
- فيلم بالعربي سندريلا
- فيلم الحياة منتهى اللذة

## روابط خارجية
- راني غصن على موقع قاعدة بيانات الأفلام العربية